# Aina Calvo
Ana María Calvo Sastre (Palma de Mallorca, 13 de mayo de 1969) es una política española perteneciente al Partido Socialista Obrero Español. Desde el 4 de junio de 2025 es secretaria de Estado de Seguridad.   
Previamente, estuvo al frente de la Secretaría de Estado de Igualdad (2023-2025), de la Delegación del Gobierno en las Islas Baleares (2020-2023) y de la Agencia Española de Cooperación Internacional para el Desarrollo (2018-2020). En el ámbito autonómico y local, ha sido concejal y alcaldesa de Palma de Mallorca, así como diputada en el Parlamento de las Islas Baleares.

## Biografía
Nacida en Palma de Mallorca, el 13 de mayo de 1969, residió en Zaragoza por motivos laborales familiares hasta 1983, cuando regresa a Palma. Cursó estudios en Glasgow primero como estudiante de postgrado con una beca Erasmus y, más adelante, como profesora visitante en la Universidad de Strathclyde, en Glasgow.
Es Doctora en Pedagogía (mención europea) y profesora del Departamento de Ciencias de la Educación de la Universidad de las Islas Baleares; profesora visitante de la Universidad de Edimburgo. En 2003 se afilia al PSIB-PSOE, siendo elegida diputada en el Parlamento de las Islas Baleares. Ha formado parte del Ministerio de Asuntos Exteriores y de Cooperación como Subdirectora General de Cooperación y Promoción Cultural de la Agencia Española de Cooperación Internacional entre 2004 y 2006, cuando es designada candidata del PSIB al Ayuntamiento de Palma de Mallorca. En las elecciones municipales del 27 de mayo de 2007 su candidatura queda en segundo lugar, pero consigue formar Gobierno gracias a un pacto con UM. Sin embargo, en febrero de 2010 se rompe el pacto de Gobierno al expulsar a los Concejales de UM tras ser sospechosos de corrupción, gobernando el resto de la legislatura en minoría. Perdió las elecciones municipales del 22 de mayo de 2011, manteniéndose como Portavoz del Grupo Municipal.
Durante el 38.° Congreso del PSOE, formó parte del equipo de Carme Chacón en su candidatura a la Secretaría General del PSOE.
En marzo de 2012, dimite como Secretaria General de la Agrupación Socialista de Palma. Sin embargo, tras la dimisión de su sucesor, se postula para dirigir de nuevo la agrupación local. El 6 de julio de 2012 vuelve a ser elegida secretaria general de la Agrupación Socialista de Palma, obteniendo el 64,7% de los votos.
En 2014 se presentó a las primarias para ser candidata del PSIB-PSOE a la presidencia del Gobierno de las Islas Baleares, que finalmente ganó Francina Armengol con un 54,58%. Calvo logró un 45,65%.
Aina Calvo abandonó el Ayuntamiento de Palma en las elecciones de 2015 después de ocho años, cuatro en el gobierno como alcaldesa y cuatro en la oposición. En julio de 2015 se reincorporó como profesora a la Universidad de las Islas Baleares.
En julio de 2018 fue nombrada directora de la Agencia Española de Cooperación Internacional para el Desarrollo (AECID), en sustitución de Luis Tejada. Tomó posesión el 13 de julio. El Consejo Rector de la Agencia la cesó el 11 de febrero de 2020, tras proponerla el presidente del Gobierno, Pedro Sánchez, para asumir la titularidad de la Delegación del Gobierno en las Islas Baleares. Asumió este cargo el 12 de febrero.
Posteriormente, en su reunión del 5 de diciembre de 2023, el Consejo de Ministros la nombró secretaria de Estado de igualdad y contra la Violencia de Género del Ministra de Igualdad. Tras un año y medio al frente de este órgano, el Gobierno la nombró secretaria de Estado de Seguridad en junio de 2025.

## Cargos desempeñados
- Presidenta de la Federació d'Associacions d'Estudiants de les Illes Balears. (septiembre-diciembre de 1987).
- Presidenta de la Comisión permanente del Consell de la Joventut de les Illes Balears (noviembre de 1990-enero de 1992).
- Diputada del Grupo Parlamentario Socialista en el Parlamento de las Islas Baleares. Portavoz de la Comisión de Cultura y Educación. (mayo de 2003-mayo de 2004).
- Subdirectora General de Cooperación y Promoción Cultural Exterior, en la Dirección General de Relaciones Culturales y Científicas (MAEC-AECID) (junio de 2004 hasta octubre de 2006).
- Alcaldesa de Palma (2007-2011).
- Copresidenta del Consejo de Municipios y Regiones de Europa (CMRE) (2011).
- Portavoz del Grupo Municipal Socialista en el Ayuntamiento de Palma de Mallorca (2011-2015).
- Directora de la Agencia Española de Cooperación Internacional para el Desarrollo (AECID), publicado en el BOE de 10 de julio de 2018.[9]

## Actividad política
- Vocal de la Comisión Ejecutiva del PSIB-PSOE desde 2003 hasta 2007 y desde 2007 hasta 2011.
- Miembro del Comité Federal del PSOE desde 2008 hasta 2016.
- Secretaria General de la Agrupación Socialista de Palma desde 2007 hasta 2017.